# Nepterotaea memoriata
Nepterotaea memoriata är en fjärilsart som beskrevs av Richard F. Pearsall 1906. Nepterotaea memoriata ingår i släktet Nepterotaea och familjen mätare. Inga underarter finns listade i Catalogue of Life.